# Jakartovice
Obec Jakartovice (německy Eckersdorf, polsky Jakartowice) ležící v okrese Opava se rozkládá po obou stranách historické moravsko-slezské zemské hranice. Žije zde přibližně 1 100 obyvatel. Protéká jí říčka Hvozdnice.
Ve vzdálenosti 14 km jižně leží město Vítkov, 18 km východně statutární město Opava, 18 km severozápadně město Bruntál a 22 km severně město Krnov.

## Název
Vesnice byla založena pod jménem Ekhartsdorf (v nejstarším dokladu z roku 1250 zapsáno Ekkardisdorf) - „Ekhartova ves“. České Jakartovice, které je jeho úpravou, doloženo poprvé roku 1542.

## Historie
První písemná zmínka o obci pochází z roku 1250, kdy je obec uváděna jako majetek velehradského kláštera. V průběhu česko-uherských válek obec zanikla, roku 1540 opět osídlena. Do poloviny 20. století se v okolí těžila pokrývačská břidlice, v okolí pozůstatky po těžbě – těžební jámy, lomová jezírka.

## Pamětihodnosti
- Kostel Narození Panny Marie – starší jádro z roku 1609, dnes v barokním slohu z roku 1755
- socha sv. Jana Nepomuckého – barokní, z roku 1725[6]
- lovecký zámeček

## Části obce
- Jakartovice (k. ú. Jakartovice) – leží v Českém Slezsku
- Bohdanovice (k. ú. Bohdanovice) – leží v Českém Slezsku
- Deštné (k. ú. Deštné) – součást tzv. Moravských enkláv ve Slezsku
- Hořejší Kunčice (k. ú. Hořejší Kunčice, Medlice u Budišova nad Budišovkou a Kerhartice u Budišova nad Budišovkou) – leží na Moravě

## Doprava
Vesnice leží na silnici druhé třídy II/460 a železniční trati Opava východ – Svobodné Heřmanice na které leží železniční zastávka Jakartovice.